# 杨中
杨中（1950年—），江苏淮安人，汉族，中华人民共和国政治人物、第十一届全国人民代表大会河北地区代表。
毕业于同济大学机械设计专业。加入中共，担任开滦集团有限责任公司董事长。2008年起担任全国人大代表。